# 몽골 야구 국가대표팀
몽골 야구 국가대표팀은 몽골을 대표하는 야구국가대표팀으로 아시아 야구 연맹 소속이다.

## 개요
1994년 히로시마 아시안 게임에 일본의 지원을 받아 야구 종목에 처음 참가하기 시작했다. 지금까지 아시안 게임 야구 종목에 3번 출전했으나 전 경기 콜드패배라는 기록을 가지고 있다.
2010년 광저우 아시안게임에서는 야구배트 한자루를 들고 대회에 참가한 것으로 알려져 있다. 롯데 자이언츠 손승락 선수가 야구용품을 기부하기도 하였다.

## 국제대회 성적

### 아시안 게임
- 1994년 히로시마 아시안 게임 : 6위
- 2010년 광저우 아시안 게임 : 공동 7위
- 2014년 인천 아시안 게임 : 공동 7위

### 동아시안 게임
- 2013년 텐진 동아시안 게임 : 7위